# 호반
호반(胡班, ? ~ ?)은 사서가 아닌 소설 《삼국지연의》에 등장하는 가공의 인물이다. 호화(胡華)의 아들이자 형양태수(滎陽―) 왕식의 종사(從事)로 설정되었다. 유비에게 향하며 오관참육장을 벌이는 관우를 돕는다.

## 묘사
제27회와 제73회에 출현한다. 관우는 자신을 저지하는 공수, 맹탄, 한복, 변희를 살해하면서까지 유비에게로 가려 한다. 형양태수 왕식은 그런 관우를 처치하고자 겉으로는 선심을 베푸는 척하며 관역(館驛)에서 하룻밤을 쉬게 한 후 호반에게는 은밀히 명령하기를, ‘천 명의 병사로 역사를 포위하면서 한 사람 한 사람마다 횃불을 들어 3경(更)이 되면 일제히 방화하여 모조리 불태워 죽이라’고 한다.
명을 실행할 준비를 마치고 기다리는데 문득 ‘관운장의 명성을 들은 지 오래인데 그 모습을 모른다. 한번 엿봐야겠다’는 생각이 떠오른다. 관우는 대청에서 왼손으로 수염을 만지며 등불 아래 책을 보고 있었고, 호반은 자신도 모르게 천인(天人)이라고 소리 내어 감탄한다. 이에 누구냐고 묻는 관우에게 자신을 소개한다. 관우는 이전에 호반의 아버지 호화가 전해달라던 서신을 호반에게 건넨다. 호반은 아버지의 서찰을 읽어보고는 하마터면 충량한 이를 해칠 뻔 했다며 왕식의 계획을 모두 발설하고 자신이 성문을 열어 놓을테니 급히 빠져나가라고 한다. 덕분에 관우와 유비의 두 부인이 탈출한다. 호반은 그 후에야 왕식의 명을 수행해 불을 놓는다.
그 후, 관우가 형주를 장악하고 있을 때 관우에게 귀순한다. 관우는 지난 일을 기억해 호반을 두터이 대한다. 219년(건안 24년), 유비가 한중왕(漢中王)에 오른 후 비시를 관우에게 보내 번성(樊城)을 취하라는 명령을 전한다. 관우는 호반한테 비시를 따라가 유비로부터 벼슬을 받으라 한다. 비시와 함께 촉으로 들어간 후로는 등장하지 않는다.

## 가계
- 아버지 : 호화(胡華) - 환제 때 의랑(議郞)을 지내고 나이가 들어 귀향해 있는 것으로 설정되었다. 사는 곳은 허도 근방이다. 조조 진영에서 유비에게로 돌아가던 관우 일행을 환대하여 하룻밤 묵게 해주고는 아들 호반에게 부치는 편지를 관우에게 부탁한다.

## 참고 문헌
- 나관중 원저, 모종강 개찬, 《삼국지연의》